# Grabie-Kątek
Grabie-Kątek – dawna osada, a dziś część osiedla Podgrabie w Niepołomicach, położona we wschodniej jego części. Od południa i zachodu sąsiaduje z Chwalcowem, natomiast od wschodu z Pasternikiem Drugim. Północną granicę Grabia-Kątka wyznacza rzeka Wisła.